# Радіаційна імплозія
Радіаційна імплозія (англ. Radiation implosion) — стиснення мішені за допомогою високого рівня електромагнітного випромінювання. Основне використання цієї технології — дослідження термоядерного синтезу в бомбах і інерційному утриманні.

## Історія
Радіаційну імплозію вперше розробили Клаус Фукс і Джон фон Нейман у Сполучених Штатах у рамках їхньої роботи над оригінальним дизайном водневої бомби «Класичного Cупер». Результатом їхньої роботи став секретний патент, поданий у 1946 році, який пізніше був переданий СРСР Фуксом у рамках його ядерного шпигунства. Однак їх схема не була такою, як у остаточному проекті водневої бомби, і ні американська, ні радянська програми не змогли використати її безпосередньо при розробці водневої бомби (її цінність стане очевидною лише після факту). Модифікована версія схеми Фукса-фон Неймана була включена в кадр «Джордж» операції «Теплиця».
У 1951 році у Станіслава Улама виникла ідея використати гідродинамічний удар зброї ділення, щоб стиснути більшу кількість матеріалу, що розщеплюється, до неймовірної щільності, щоб створити двоступеневі бомби ділення мегатонного діапазону. Потім він зрозумів, що цей підхід може бути корисним для запуску термоядерної реакції. Він представив ідею Едварду Теллеру, який зрозумів, що радіаційне стиснення буде швидшим і ефективнішим, ніж механічний удар. Ця комбінація ідей, а також «свічка запалювання» ділення, вбудована в термоядерне паливо, стала так званою конструкцією Теллера–Улама для водневої бомби.

## Джерело випромінювання ядерної бомби
Більша частина енергії, що виділяється бомбою ділення, є у формі рентгенівського випромінювання. Спектр приблизно дорівнює спектру чорного тіла при температурі 50 000 000 кельвінів (трохи більше ніж у три рази вище температури ядра Сонця). Амплітуду можна змоделювати як трапецієподібний імпульс із часом наростання в одну мікросекунду, плато в одну мікросекунду та часом спаду в одну мікросекунду. Для 30-кілотонної бомби ділення загальний вихід рентгенівського випромінювання становитиме 100 тераджоулів (більше 70% від загального виходу).

## Транспорт радіації
У бомбі Теллера-Улама об'єкт, який вибухає, називається «вторинним». Він містить термоядерний матеріал, такий як дейтерид літію, а його зовнішні шари є матеріалом, непрозорим для рентгенівських променів, таким як свинець або уран-238.
Для того, щоб отримати рентгенівське випромінювання від поверхні первинної, бомби ділення, на поверхню вторинної, використовується система «рентгенівських відбивачів» рефлекторів.
Рефлектор зазвичай являє собою циліндр, виготовлений з такого матеріалу, як уран. Первинна ступінь розташована на одному кінці циліндра, вторинна — на іншому кінці. Внутрішню частину циліндра зазвичай заповнюють піною, яка здебільшого прозора для рентгенівських променів, наприклад, полістиролом.
Термін «рефлектор» вводить в оману, оскільки він дає читачеві уявлення про те, що пристрій працює як дзеркало. Частина рентгенівського випромінювання розсіяна, але більша частина переносу енергії відбувається за допомогою двоетапного процесу: рефлектор рентгенівського випромінювання нагрівається до високої температури потоком від первинного випромінювання, а потім випромінює рентгенівське випромінювання промені, які рухаються до вторинного. Для покращення ефективності процесу рефлексії використовуються різні класифіковані методи.

## Процес імплозії в ядерній зброї
Термін «радіаційна імплозія» передбачає, що вторинний елемент розчавлюється радіаційним тиском, і розрахунки показують, що хоча цей тиск дуже великий, тиск матеріалів, випарованих радіацією, набагато більший. Зовнішні шари вторинки стають настільки гарячими, що випаровуються і відлітають з поверхні на високих швидкостях. Віддача від цього викиду поверхневого шару створює тиск, який на порядок сильніший, ніж простий радіаційний тиск. Таким чином, так звану радіаційну імплозію в термоядерній зброї вважають радіаційною абляційною імплозією.

## Імплозіїлазерного випромінювання
Був великий інтерес до використання великих лазерів для запалювання невеликих кількостей термоядерного матеріалу. Цей процес відомий як інерційний термоядерний синтез (ICF). У рамках цього дослідження багато інформації про технологію радіаційної імплозії було розсекречено.
При використанні оптичних лазерів розрізняють системи «прямого приводу» та «непрямого приводу». У системі прямого приводу лазерний промінь (промені) спрямовується на ціль, а час наростання лазерної системи визначає, якого профілю стиснення буде досягнуто.
У системі непрямого приводу ціль оточена оболонкою (званою Hohlraum) з деякого проміжного Z-матеріалу, такого як селен. Лазер нагріває цю оболонку до такої температури, що вона випромінює рентгенівське випромінювання, яке потім транспортується до термоядерної мішені. Непрямий привод має ряд переваг, включаючи кращий контроль над спектром випромінювання, менший розмір системи (довжина хвилі вторинного випромінювання зазвичай у 100 разів менша, ніж драйверний лазер) і більш точний контроль над профілем стиснення.